# Euerythra virginea
Euerythra virginea är en fjärilsart som beskrevs av Paul Dognin 1924. Euerythra virginea ingår i släktet Euerythra och familjen björnspinnare. Inga underarter finns listade i Catalogue of Life.